# Fastlove
Fastlove är en sång av George Michael, utgiven som singel den 22 april 1996. "Fastlove", som återfinns på albumen Older och Ladies & Gentlemen: The Best of George Michael, erövrade förstaplatsen på brittiska singellistan.